# Dietrich Schwanitz
Dietrich Schwanitz (* 23. April 1940 in Werne an der Lippe; † wahrsch. 17. Dezember 2004 in Hartheim am Rhein) war ein deutscher Anglist, Literaturwissenschaftler und Buchautor.

## Leben

### Jugend
Dietrich Schwanitz wuchs als dritter Sohn der Lehrer Ernst und Margarete Schwanitz, geb. Ter-Nedden, zunächst in Bergkamen-Rünthe im östlichen Ruhrgebiet, nach dem Zweiten Weltkrieg schließlich für drei Jahre bei mennonitischen Bergbauern in der Westschweiz auf. Bis zum elften Lebensjahr hatte Schwanitz keine Schule besucht. Nach seiner Rückkehr wurde er dennoch in die höhere Schule aufgenommen: Von 1950 bis 1953 besuchte er die Realschule in Werne und anschließend das Neusprachliche Gymnasium in Kamen, an dem er im Frühjahr 1959 das Abitur ablegte.

### Ausbildung und Tätigkeiten
Seit dem Sommersemester 1959 studierte Schwanitz Anglistik, Geschichte und Philosophie in Freiburg, Münster und London. Im Wintersemester 1966 legte er an der Albert-Ludwigs-Universität Freiburg das Staatsexamen für das Lehramt an Gymnasien ab und arbeitete anschließend als Lehrer am Freiburger Keplergymnasium. 1967 war er als Deutschlehrer an der University of Pennsylvania in Philadelphia und am Wells College in Aurora, New York tätig. Seit November 1967 war Schwanitz schließlich Assistent am Englischen Seminar der Universität Freiburg und wurde dort im November 1969 mit der von Hermann Heuer betreuten Dissertation George Bernard Shaw – Künstlerische Konstruktion und unordentliche Welt zum Dr. phil. promoviert. 1973 heiratete er; mit seiner Frau Gesine hatte er einen Sohn und eine Tochter. Er lehrte zunächst an der Universität Mannheim, von 1978 bis 1997 an der Universität Hamburg als Professor für Englische Literatur und Kultur. Schwanitz litt an der Parkinson-Krankheit und ging 1997 in Frühpension. Erst nach seinem Tod wurde bekannt, dass er nicht an Parkinson, sondern an Chorea Huntington erkrankt gewesen war.
Schwanitz ist Autor des 1995 veröffentlichten Romans Der Campus, in dem es um politische Intrigen und die Instrumentalisierung des Vorwurfs sexueller Belästigung am Beispiel einer in der Hamburger Universität angesiedelten Romanhandlung (mit durchaus erkennbaren Ähnlichkeiten zu realen Personen) geht. Das Buch, in dessen Romanhandlung auch die soziologisch bedeutsame Unterscheidung zwischen „formellen“ und „informellen“ Organisationsbereichen und ihren unterschiedlichen Machtkomponenten aufscheint, wurde zum Bestseller, insbesondere nachdem es von Regisseur Sönke Wortmann mit Heiner Lauterbach und Sandra Speichert verfilmt wurde und im Februar 1998 in die deutschen Kinos kam.

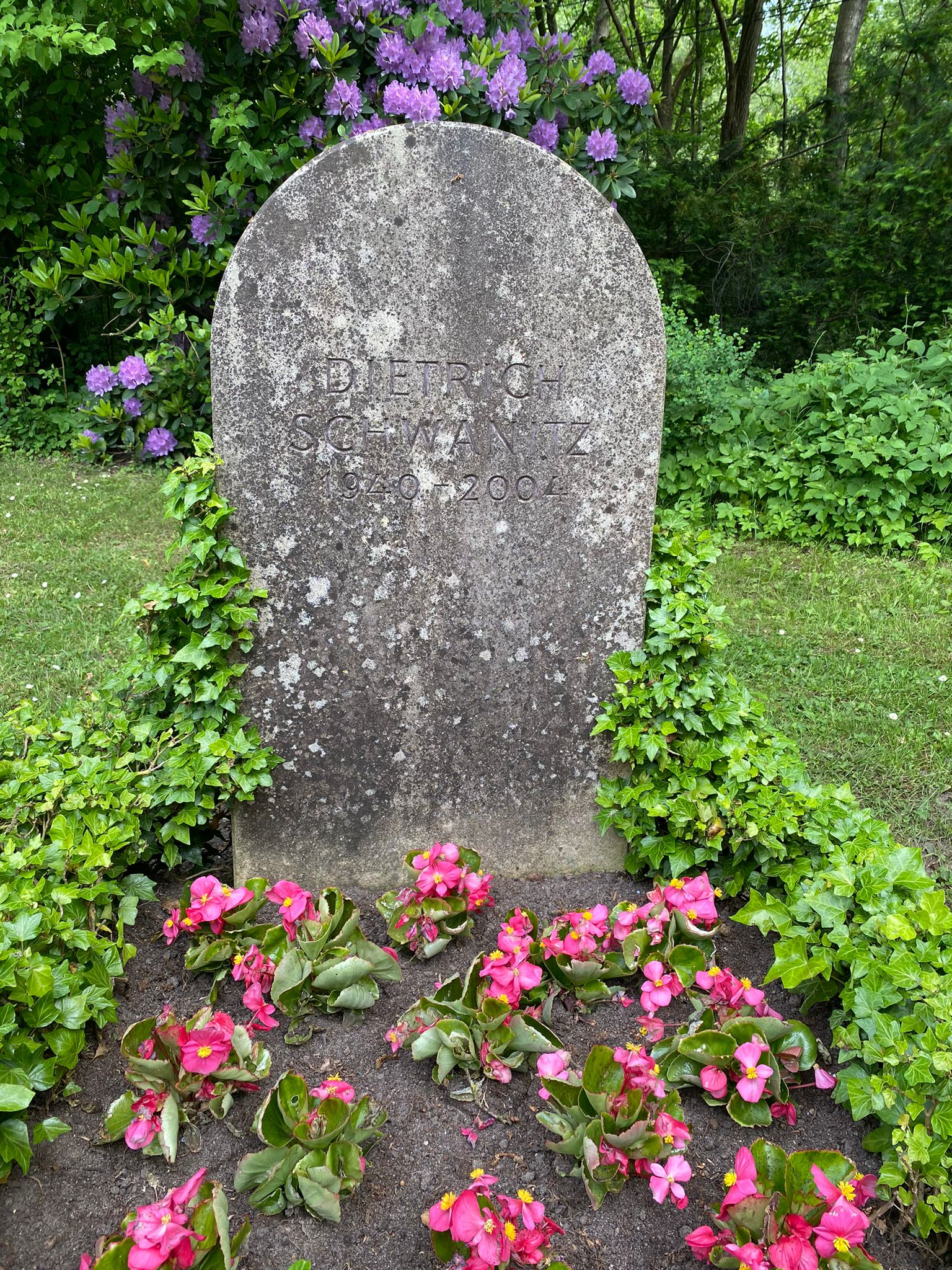
Grabstätte auf dem Friedhof Volksdorf

Ebenfalls an der Uni Hamburg angesiedelt und als Fortsetzung dem Roman Der Campus folgend, freilich mit anderen Protagonisten, ist Schwanitz’ Krimikomödie Der Zirkel (1998), eine Satire auf den gegenwartsdeutschen Wissenschaftsbetrieb und seine gesamtdeutsche Hochschulpolitik. Die deutsche Universität wird als verfilzt, versifft, verstunken, grotesk bürokratisch, prinzipbedingt mittelmäßig und damit auch grundsätzlich unreformierbar dargestellt, ihr „desolater Zustand“ könne von den neuen deutschen Machteliten „nur noch mit Mühe verschleiert“ werden. In der Krimihandlung des Buches werden, wie schon im Campus, Besonderheiten und angebliche Fehlentwicklungen aus den Hochschulsystemen Westdeutschlands und der DDR (vor und nach der Wiedervereinigung) dargestellt.
Dietrich Schwanitz’ Sachbuch Bildung. Alles, was man wissen muß (1999) wurde ebenfalls zum Bestseller. Darin macht er einen Streifzug durch das moderne Wissen aus Geschichte, Literatur, Philosophie, Kunst und Musik, die seiner Meinung nach zum Bildungskanon in Deutschland gehören sollten. Diese Zusammenstellung rief in Kritikerkreisen kontroverse Diskussionen hervor. Vince Ebert, Ernst Peter Fischer, Wilfried Kuhn und andere kritisierten insbesondere wiederholt die Aussage „Die naturwissenschaftlichen Kenntnisse tragen sicherlich einiges zum Verständnis der Natur, aber wenig zum Verständnis der Kultur bei. Naturwissenschaftliche Kenntnisse müssen zwar nicht versteckt werden, aber zur Bildung gehören sie nicht.“ und sahen sie zum Teil als Symbol für ein wissenschaftsfernes Bürgertum an.

### Todesumstände
2001 erwarb Schwanitz den Gasthof Salmen in Hartheim und ließ 2002 den Theaterraum von der Trompe-l’œil-Malerin Andrea Berthel-Duffing mit einer „shakespearisierten“ Version von Paolo Veroneses Das Gastmahl im Hause des Levi ausmalen. Dort wurde er am 21. Dezember 2004 tot aufgefunden. Als Todesursache wurde „Unterkühlung mit anschließendem Regulationsversagen“ festgestellt. Die Obduktion ergab als wahrscheinlichen Todestag den 17. Dezember 2004. Dietrich Schwanitz wurde auf dem Hamburger Friedhof Volksdorf (Grablage Nl 115) beigesetzt.
Die Gemeinde Hartheim übernahm 2005 den Gasthof Salmen. Dort gibt es seit 2017 einen Gedenkraum mit der Ausstellung „Schwanitz, Shakespeare und der Salmen“. Dieses Schwanitzmuseum wird vom Deutschen Literaturarchiv in Marbach unterstützt.

## Werk
Literaturwissenschaftlich trat Schwanitz unter anderem seit Anfang der 1990er Jahre durch Pionierbeiträge zur systemtheoretischen Literaturwissenschaft in Erscheinung.
Nach einer jahrzehntelangen Tätigkeit als Hochschullehrer wurde Dietrich Schwanitz 1995 als Autor des deutschen Universitätsromans Der Campus bekannt. Mit ihm übertrug Schwanitz die ambitionierte US-amerikanische und britische Unterhaltungsliteratur des 20. Jahrhunderts, insbesondere die Satire-Romane von David Lodge, auf deutsche Verhältnisse. Darüber hinaus kritisierte Schwanitz den medien- und großkapitalistisch beeinflussten Prozess der Kommerzialisierung von Kultur und Zivilisation, Bildung und Universität als „Karnevalisierung“ der europäischen Zivilisation und Kultur. Erfolgreich war auch sein Buch Bildung. Alles, was man wissen muß, aus dem ein angreifbarer Satz oft zitiert wurde („Naturwissenschaftliche Kenntnisse müssen zwar nicht versteckt werden, aber zur Bildung gehören sie nicht.“).

## Schriften
- Georg Bernard Shaw – künstlerische Konstruktion und unordentliche Welt. Thesen, Frankfurt am Main 1971, ISBN 3-7677-0004-2. (Zugl.: Freiburg (Breisgau), Univ., Diss., 1969 u.d.T.: Formale Entwicklungstendenzen im Werke George Bernard Shaws. Ansätze zu einer Neuwertung im Lichte der Beziehung von Formalproblematik und Weltanschauung).
- Systemtheorie und Literatur. Ein neues Paradigma. Westdt. Verl., Opladen 1990, ISBN  978-3531221571.
- Literaturwissenschaft für Anglisten: Das studienbegleitende Handbuch. Hueber, Ismaning 1993, ISBN 3-19-006957-3.
- Englische Kulturgeschichte. Von 1500 bis 1914. Eichborn, Frankfurt am Main 1996, ISBN 978-3821809748.
- Shakespeare und die Liebe. Ein Beispiel für die Applikation der Systemtheorie auf die Literatur. Fernuniversität, Hagen 1996.
- Eine andere Welt. Kindheitserlebnisse bei den Schweizer Täufern. In: Gudrun Schäfer (Hrsg.): Die Speisung der Hunderttausend. Die Hilfe der Mennoniten nach dem Zweiten Weltkrieg. Petra Knecht Verlag, Landau 1997, ISBN 3-930927-30-6, S. 29–36.
- Das Shylock-Syndrom oder die Dramaturgie der Barbarei. Eichborn, Frankfurt am Main 1997, ISBN 3-8218-0970-1.
- Der Campus. Goldmann-Taschenbuch, München 1996, ISBN 3-442-43349-5.
- Der Zirkel: Romantische Komödie. Eichborn, Frankfurt am Main 1998, ISBN 3-8218-0560-9.
- Amoklauf im Audimax. Rowohlt-Taschenbuch, Reinbek 1998, ISBN 3-499-43326-5.
- Bildung. Alles, was man wissen muß. Eichborn, Frankfurt am Main 1999, ISBN 3-8218-0818-7. (Platz 1 der Spiegel-Bestsellerliste im Jahr 2000)
- Die Geschichte Europas. Eichborn, Frankfurt am Main 2000, ISBN 3-8218-0859-4.
- Männer: Eine Spezies wird besichtigt. Eichborn, Frankfurt am Main 2001, ISBN 3-8218-0858-6.
- Shakespeares Hamlet und alles, was ihn für uns zum kulturellen Gedächtnis macht. Eichborn, Frankfurt am Main 2006, ISBN 3-821-85579-7